# Székelyvécke
Székelyvécke (1899-ig Véczke, románul: Vețca, németül: Wetz) falu Romániában, Maros megyében. Székelyvécke község központja, Székelyszállás és Magyarzsákod tartozik hozzá.

## Fekvése
A Marosvásárhelytől 39 km-re délkeletre, a Kis- és a Nagy-Küküllő vízválasztó dombságának északi oldalán, a Vécke patak által kialakított hosszanti völgy középső szakaszának felső részén fekszik.

## Története
1319-ben Weichkefew néven említik először. A határában emelkedő Őrhegyen a helybeliek egykori várat feltételeznek. A Tatárvár nevű magaslaton feküdt a középkori Hogya falu. Római katolikus temploma 1790 és 1792 között épült a régi templom helyére. Korábban a temető szélén is állt egy Mária-templom, amely a 16. század előtt plébániatemplom volt. A 16. században a falu unitárius lett, de 1723-ra rekatolizálódott, ekkor a templom is újra katolikus lesz. Bartalis udvarháza nem maradt fenn. 1910-ben 839 lakosából 830 magyar volt. A trianoni békeszerződésig Udvarhely vármegye Székelykeresztúri járásához tartozott. 1992-ben 462 lakosából 453 magyar és 9 román volt.

## Jeles szülöttei
- Itt született 1940. július 7-én Visky Árpád magyar színművész.
- Itt született 1962-ben Birtalan Ákos romániai magyar politikus, turisztikai miniszter.

## Látnivalók
- Székely kálvária és a Székely Golgota
- A székelyvéckei kilátó